# 法科大学院定員割れ問題
法科大学院定員割れ問題（ほうかだいがくいんていいんわれもんだい）とは、ロースクールとも呼ばれている法科大学院の多くが、学生を集めることができずに大幅な定員割れとなり、それによってもたらされる様々な諸問題。
法科大学院制度が発足した当時は設置された全ての法科大学院が定員を満たしていたが、様々な原因により法科大学院そのものの人気が低下して全体的な志願者数の減少に歯止めがかからず、2018年（平成30年）度には、存続している法科大学院39校のうち、入学者数が定員に達しているのは一橋大学、筑波大学、明治大学、甲南大学の4校のみという状況に陥っている。
また、入学者数の減少や所属学生の司法試験合格率低迷、文科省による補助金削減等の影響で多くの法科大学院が学生募集停止・廃校を余儀なくされており、2019年（平成31年）度に学生募集を実施するのは36校にとどまる見込みである。
なお、定員割れ問題は歯学部や薬学部にも存在するが、法科大学院の定員割れ・志願者減少は地方圏の旧制帝国大学や早稲田大学法科大学院、中央大学法科大学院のような私立の有名大学にまで及んでおり、法科大学院制度（法科大学院の修了を原則的な司法試験の受験資格とする制度）の存続自体を脅かす事態に発展していることが、歯学部や薬学部の問題と大きく異なる。

## 定員割れの経緯等

### 全国的な志願倍率・入学者数の低下
法科大学院が開校した2004年（平成16年）度には、入学者数は合計5,767人、志願倍率は全国平均で約13.0倍にも上ったが、その後法科大学院の人気は急速に衰えて志願者数が減少に転じ、志願倍率（全国平均）は2005年（平成17年）度が7.2倍、2006年（平成18年）度が6.9倍、2007年（平成19年）度が7.8倍、2008年（平成20年）度が6.8倍、2009年（平成21年）度が5.2倍、2010年（平成22年）度が4.9倍、2011年（平成23年）度が5.1倍、2012年（平成24年）度が4.1倍、2013年(平成25年）度が3.3倍となっている。
また入学者数も、平成17年度は5,544人、平成18年度は5,784人、平成19年度は5,713人、平成20年度は5,397人と、平成20年度までは5千人台を維持できていたのに対し、平成21年度は4,844人、平成22年度は4,122人、平成23年度は3,620人、平成24年度は3,150人、平成25年度は2,698人と、実に毎年数百人単位で減少が続いている。
入学者数の減少による定員割れを防ぐため、平成22年度には多くの法科大学院が一斉に入学定員を削減し、各法科大学院の入学定員総数は平成21年度の5,765人から平成22年度には4,909人に削減された。その後も定員割れを起こしている法科大学院を中心に入学定員の削減が行われているが、現在のところ実入学者数の減少に定員削減が追い付いていない状況である。令和2年では、総定員数は2100人前後となり、平均競争倍率は2～3倍となっている。存続している法科大学院は旧司法試験時代から合格実績がある大学ばかりになっている。近年では司法試験の合格者数が1500人前後と落ち着いてきた。それに伴い法科大学院の総定員数も定まってきたと言える。

### 相次ぐ法科大学院の募集停止・廃校
全国的な法科大学院の入学者数減少を受け、特に司法試験の合格率が低迷している下位校では入学者数が一桁にとどまるなど深刻な定員割れが生じ、近年そのような法科大学院の募集停止が相次いでいる。
2021年9月9日時点、既に学生の募集停止を表明している法科大学院は以下の39校である。
- 姫路獨協大学法科大学院　平成23年度から募集停止、2013年3月31日付で廃止
- 大宮法科大学院大学　平成25年度から募集停止、桐蔭横浜大学法科大学院と統合にともない2015年9月30日付で廃止
- 駿河台大学法科大学院　平成25年度から募集停止
- 明治学院大学法科大学院　平成25年度から募集停止
- 神戸学院大学法科大学院　平成25年度から募集停止
- 東北学院大学法科大学院　平成26年度から募集停止
- 大阪学院大学法科大学院　平成26年度から募集停止
- 島根大学法科大学院　平成27年度から募集停止
- 東海大学法科大学院　平成27年度から募集停止
- 大東文化大学法科大学院　平成27年度から募集停止
- 獨協大学法科大学院　平成27年度から募集停止
- 白鷗大学法科大学院　平成27年度から募集停止
- 信州大学法科大学院　平成27年度から募集停止
- 関東学院大学法科大学院　平成27年度から募集停止
- 新潟大学法科大学院　平成27年度から募集停止
- 龍谷大学法科大学院　平成27年度から募集停止
- 久留米大学法科大学院　平成27年度から募集停止
- 鹿児島大学法科大学院　平成27年度から募集停止
- 香川大学愛媛大学（2大学連合）法科大学院 平成27年度から募集停止
- 広島修道大学法科大学院 平成27年度から募集停止
- 静岡大学法科大学院　平成28年度から募集停止
- 熊本大学法科大学院　平成28年度から募集停止
- 東洋大学法科大学院　平成28年度から募集停止
- 愛知学院大学法科大学院　平成28年度から募集停止
- 京都産業大学法科大学院　平成28年度から募集停止
- 山梨学院大学法科大学院　平成28年度から募集停止
- 神奈川大学法科大学院　平成28年度から募集停止
- 國學院大学法科大学院　平成28年度から募集停止
- 中京大学法科大学院　平成28年度から募集停止
- 成蹊大学法科大学院　平成29年度から募集停止
- 名城大学法科大学院　平成29年度から募集停止、令和元年度3月廃止[7]
- 北海学園大学法科大学院　平成30年度から募集停止
- 立教大学法科大学院　平成30年度から募集停止
- 桐蔭横浜大学法科大学院　平成30年度から募集停止
- 青山学院大学法科大学院　平成30年度から募集停止
- 横浜国立大学法科大学院(大学院国際社会科学府法曹実務専攻)　令和元年度(平成31年度)から募集停止[8][9]
- 近畿大学法科大学院　令和元年度(平成31年度)から募集停止[10][11]、令和2年度3月31日廃止[12]
- 西南学院大学法科大学院　令和元年度(平成31年度)から募集停止[13][14]
- 甲南大学法科大学院　令和2年度から募集停止[15][16]

### 文部科学省の対応
文部科学省は、以上のような法科大学院の低迷を踏まえ、深刻な課題を抱える法科大学院の自主的・自律的な組織見直しを促進するため、法科大学院に対する公的支援の見直しを行った。平成22年9月16日付け『法科大学院の組織見直しを促進するための公的支援の見直しについて』の中では、前年度の入学者選抜における競争倍率（受験者数／合格者数）が2倍未満であり、かつ新司法試験の合格率が全国平均の半分を下回る法科大学院については、国立大学法人に対する運営費交付金または私立大学経常費補助金（以下単に「補助金」という。）を減額調整する方針を打ち出し、平成24年度予算から対応することになった。
しかし、法科大学院制度に対する批判はそれでも収まらず、特に実入学者数が入学定員を大きく下回っている法科大学院に補助金削減の措置が取られないのは不合理だとの批判を受けたことから、平成24年9月7日付け『法科大学院の組織見直しを促進するための公的支援の更なる見直しについて』の中では、前年度までの入学者選抜における競争倍率2倍未満の状況が2年以上継続した場合、前年度までに入学定員の充足率50%未満の状況が2年以上継続している場合などにも補助金の削減対象とする方針が表明され、平成26年度予算から対応されることになった。
文部科学省は、法科大学院の厳格な入学者選抜を維持するため、上記の施策によって競争倍率2倍という水準の維持を強く求めてきたが、各法科大学院の定員割れが深刻化し、下位校の多くは学生数確保のため入学者選抜を年に複数回実施するなどして2倍基準が事実上形骸化したことから、平成25年11月11日付け『法科大学院の組織見直しを促進するための公的支援の見直しの更なる強化について』の中では、点数による各法科大学院の類型化に伴い定員充足率を指標として用いたものの競争倍率は指標として用いず、厳格な入学者選抜の確保よりも入学者数の確保を優先する方針に転換した（この方針は、平成27年度予算より対応される予定である）。

## 定員割れの原因
法科大学院における定員割れ・志願者数減少の原因については、法科大学院制度自体は是とする論者と、法科大学院制度自体に批判的な論者との間で大きく見解を異にする傾向がある。前者の立場に立つ論者は、新司法試験の合格率低迷と予備試験制度が定員割れの原因であり、予備試験の受験資格を制限すれば問題は解決に向かうなどと主張する一方、後者の立場に立つ論者は、司法試験合格者数の過剰による弁護士業界の深刻な就職難、法科大学院経由では法曹となるまでの時間的・経済的負担が大きすぎること、法科大学院の教育内容が司法試験にも実務にも直結していないことなどが定員割れの問題であり、法曹志望者を回復させるにはもはや法科大学院制度を廃止する（法科大学院修了を司法試験の受験資格から外す）しかないなどと主張する傾向がある。

### 新司法試験の合格率
法科大学院制度の創設を提言した司法制度改革審議会意見書では、「法曹となるべき資質・意欲を持つ者が入学し、厳格な成績評価及び修了認定が行われることを不可欠の前提とした上で、法科大学院では、その課程を修了した者のうち相当程度（例えば約7～8割）の者が後述する新司法試験に合格できるよう、充実した教育を行うべきである」との記述があり、法科大学院修了者の新司法試験合格率は7～8割というのが制度設計時における目標とされていた。
しかし、実際の法科大学院設立認可にあたっては準則主義（一定の基準さえ満たしていれば設立が認可される仕組み）が採られ、法学部を抱える大学の多くが「法科大学院のない大学では学生に見向きもされなくなってしまう」などの理由で次々と法科大学院を設置したことから、最終的に法科大学院を設置した大学は74校、入学定員総数は5千人を超えることになり、司法審の提言どおり司法試験合格者数が年間3,000人に達したとしても、合格率7～8割という目標の達成はほとんど不可能となっていた。
さらに、司法試験委員会は合格者の質の低下を問題視し、新司法試験の合格者数を年間2,000人程度にとどめたほか、試験の施行を続けるほど滞留受験者が増加し合格率が引き下げられることから、実際の新司法試験合格率は平成21年以降全体で3割を切る状態となった。また、新司法試験における合格者数は名門大学出身者に著しく偏っており、新司法試験合格率が5割を超える法科大学院もあれば、逆に合格率が1割未満の法科大学院もあった。当然ながら、新司法試験の合格率が低い法科大学院は受験生に敬遠され、大幅な定員割れを起こしているほか、学生募集停止に追い込まれたところも少なくない。
法科大学院を修了すると「法務博士（専門職）」という学位が授与され、5年間に3回まで（平成27年以降は5回まで）新司法試験を受験することができるが、その期間内に合格できなければ受験資格を失ってしまう。司法試験の受験資格を喪失した法科大学院生は、俗に「三振博士」「三振法務博士」などと呼ばれ、予備試験に合格するか法科大学院に再入学しなければ再度司法試験を受験することはできない上に、年齢等の問題から一般企業等に就職するのも難しく、いわゆるワーキングプアやニート、引きこもりといった状態になってしまう者も少なくないと言われている。
法科大学院の志願者数減少は、このような「三振博士」リスクが世間にも認知されるようになった結果であるとし、新司法試験の合格率を上昇させれば問題は解決するとの主張もみられるが、これに対しては現状でも新司法試験合格者の質の低下は大きな問題となっており現状のまま合格者数を引き上げるわけにはいかない、旧司法試験や予備試験は新司法試験よりはるかに合格率の低い試験であるにもかかわらず多くの受験者を集めていることから、司法試験合格者数の低迷が主たる原因ではないとの反論もある。

### 司法試験予備試験制度の導入
2011年から、司法試験法の規定に基づき司法試験予備試験（以下単に「予備試験」という。）が導入された。予備試験は、法律上法科大学院修了相当の学識及び応用能力を判定するための試験であり、これに合格すると法科大学院を修了しなくても新司法試験の受験資格が付与されるという制度であるが、予備試験に早期合格できる優秀な能力の持ち主にとっては、法科大学院を経由するよりも予備試験を経由する方が法曹となるまでの経済的・時間的コストが低くて済むことから、これにより法曹志望者が法科大学院を敬遠する可能性があることは予備試験制度の施行前から指摘されていた。
実際の予備試験は、平成23年の最終合格率が約1.8％、平成24年の最終合格率が約3.0％、平成25年の最終合格率が約3.8％という旧司法試験並みの難関試験であり、合格者は東京大学、中央大学、慶応義塾大学といった名門大学の学部生や法科大学院生が多数を占めることになった。だが、これにより予備試験合格者は法曹関係者から「エリート」と認識されるようになり、法科大学院修了者より予備試験合格者の方が人気の高い大手法律事務所への就職に有利だと噂されるに至った。
そのため、法曹を目指す学生の間では、「予備試験で受からなかった人が行くのがロースクール」という印象が定着し、法曹を目指す優秀な法学部生は予備試験合格を目指して法科大学院に進学しない傾向にある、法科大学院に進学した者も予備試験の受験を続け、法科大学院の授業よりも予備試験の受験勉強を優先する傾向にあるほか、予備試験合格により法科大学院を早期に退学することを目指している学生もいる、との指摘もある。
政府の法曹養成制度検討会議取りまとめ（平成25年6月26日付け）では、こうした状況から予備試験制度の見直しについても検討が行われたが結論は出ず、予備試験がまだ制度実施後間もないことから、引き続きデータの収集を継続して行った上で、「予備試験制度を見直す必要があるかどうかを検討すべき」であり、「新たな検討体制において、2年以内に検討して結論を出すべきである」という問題先送りの方針が示されるにとどまった。
法科大学院協会は「例えば、法学部を卒業後ただちに法科大学院に進学した者の多くが法科大学院を修了する年齢である24歳未満（あるいは、多くの者が学部を卒業する年齢である22歳以下）の者、及び現に法科大学院に在学する者に対しては受験資格を認めないこととするなどの措置を検討することが適当である」と受験資格制限を主張しているが、これに対しては法曹志望者をさらに減少させる危険がある、年齢による受験資格制限は憲法違反の問題があるなどと反対する意見がある。
また、現在の予備試験はむしろ法科大学院制度を支える機能を果たしている、との指摘もある。すなわち、全盛期の法科大学院においても、既修者コースに入学してきた者の大半は旧司法試験の合格を目指して法律の勉強を目指してきた人たちであり、旧司法試験の終了により既修者コース入学者のレベルも下がっていること、現在の法学部教育では法科大学院の既修者コースに入学できるような教育が行われていないことは法科大学院関係者も自認する事実であり、現状ではむしろ学部生時代から予備試験と司法試験の勉強を続け、大学在学中には惜しくも予備試験合格を果たせなかったレベルの学生たちが既修者コースの重要な供給源になっていると言わざるを得ない、このような状況で予備試験の受験資格を制限すれば、大学在学中から予備試験合格に向けて高度の勉強をする学生がいなくなり既修者コースにも人材が集まらなくなって、法科大学院制度を維持すること自体が困難になる、もし法科大学院を存続させるのであれば予備試験と共存する方向を考えるしかない、というものである。

### 弁護士の就職難と経済的困窮、職業としての魅力の減少
法科大学院制度は、法曹に対する需要が急激に増大するとの予測を前提に、旧司法試験制度のままでは合格者の質を維持したまま法曹人口の大幅な拡大を図ることができないという理由から、「質量ともに豊かな法曹」を養成するための制度として設けられた。
しかし、法科大学院制度の導入を提言した司法制度改革審議会意見書は、「平成22（2010）年ころには新司法試験の合格者数の年間3,000人を目指すべきである」との数値目標を掲げていたものの、実際には司法試験委員会の判断により新司法試験の合格者数は年間2,000人程度にとどまったほか、その後の検討により「年間3,000人」という数値目標には特に根拠がないことが明らかとなり、既に法科大学院への入学者数も年間3,000人を下回っている等の事情からこのような数値目標を掲げることは現実性を欠くと判断されたため、平成25（2013）年7月16日の法曹養成制度関係閣僚会議決定により、上記数値目標は正式に撤回された。
したがって、法科大学院制度の導入に伴い司法試験の合格者数は従来より大幅に増員されたものの、当該増員を必要とするだけの法曹需要はそもそも存在しなかったことになる。このように具体的必要性を欠く法曹人口拡大政策により、弁護士の求人市場は大幅な供給過剰となり、特に若手弁護士の多くは深刻な就職難、経済難に喘いでいる旨が繰り返し指摘され、多額の学費を支払って法科大学院に入学し苦労して弁護士資格を取得しても経済的には割に合わないことが社会にも広く周知された結果、法科大学院の大幅な入学者数減少、定員割れを招いた可能性は否定できない。
なお、若手弁護士の深刻な就職難、経済難を示す根拠としては、主に以下のようなものが挙げられる。

（1）弁護士未登録者の増加

旧司法試験時代には、司法修習を終えた者は裁判官または検察官に任官した者を除き、ほとんどが一括登録時点で弁護士に登録していた。しかし、特に新司法試験制度が導入された後は、一括登録時点において弁護士登録をしない者（弁護士未登録者）が年々増加しており、第60期は102人、第61期は132人、第62期は184人、第63期は285人、第64期は464人、第65期は546人、第66期は570人の弁護士未登録者が発生している（いずれも現行修習・新修習の修了者を合計した数である）。特に、平成25（2013）年12月に司法修習を終えた第66期司法修習生のうち、一括登録時点で裁判官・検察官・弁護士のいずれにもなっていない者（弁護士未登録者）の割合は28.0%にのぼっており、4人に一人が法曹としての職を得られていないことになる。

なお、一括登録時点で弁護士登録をしない者も、その多くは数か月以内に弁護士登録をしているため、日本弁護士連合会では一括登録時点から1カ月後、2カ月後、3カ月後、4カ月後、6カ月後及び12か月後における弁護士未登録者数も公表しているが、これらの時点における弁護士未登録者数も年々増える一方である。

（2）「軒弁」「宅弁」「即独」などと呼ばれる弁護士の増加

旧司法試験時代、弁護士になる者はまず既存の法律事務所に就職して「イソ弁」となり、数年程度の実務経験を積んでから独立開業するのが一般的であった。しかし、司法試験合格者数の急激な増加により、司法修習を終えても既存の法律事務所に就職できないため、やむを得ず修了後直ちに独立開業してしまう弁護士等が急増し、「軒弁」「宅弁」「即独」などという新たな業界用語が弁護士業界に定着するに至った。日本弁護士連合会はこの現象を「若手弁護士の深刻なOJT不足」として問題視し、OJTの機会が少ないと推測される新人弁護士の数を公表している。

関連する主な業界用語とその意味は、以下のとおりである。

「軒弁（のきべん）」既存の法律事務所に所属するが、事務所に雇用されているわけではなく、単に軒先を借りている弁護士という意味である。事務所からの固定給は原則としてないため、弁護士としての収入は自力で稼がなければならず、さらに所属事務所へ経費を支払わなければならないケースもある。

「宅弁（たくべん）」既存の法律事務所に所属せず、自宅を登録事務所として独立開業する弁護士という意味である。

「即独（そくどく）」既存の法律事務所に所属せず、司法修習修了後即時に独立開業する弁護士という意味であり、宅弁のほか、自宅以外の事務所を用意して独立開業する場合を含む。即独弁護士の正確な数は不明だが、日本弁護士連合会の調査によると、平成26（2014）年1月現在、新人のみの1人事務所が71事務所、新人のみ2人以上の事務所が18事務所存在している。

なお、厳密な意味の「即独」には当たらなくても、例えば就職した事務所を1か月程度といった極めて短期間で退職し、その後に独立開業するケースも少なくないようであり、日本弁護士連合会は弁護士登録後1年以内に独立開業する弁護士を「早期独立弁護士」と定義し、若手法曹センターが『即時・早期独立開業マニュアル』を発行するなど、早期独立弁護士の支援に努めている。言い換えると、もはや即独弁護士・早期独立弁護士の発生を防止する方向での支援は不可能であるため、そのような弁護士に対する情報提供等の支援に切り替えている、ということである。

「アパ弁（あぱべん）」司法修習を終えた後、数名共同してアパートなどの一室を借り、そこを登録事務所として独立開業している弁護士という意味である。

「ケー弁（けーべん）」携帯電話を持って市内を徘徊している弁護士という意味であり、「ケータイ弁」とも呼ばれる。弁護士に関する報道で時々使われることがある。

なお、自由民主党の河井克行議員は2014年に、日本弁護士連合会による調査結果及び回答率の減少を踏まえ、第65期修了の弁護士有資格者1,916名のうち「きちんとした就職先が確保できた」と答えた者は1,255名であったのに対し、第66期修了の弁護士有資格者1,856名のうち「きちんとした就職先が確保できた」と答えた者は827名に過ぎず、猛烈な就職難がいま現場で起きているなどとブログで指摘している。
（3）年間所得の著しく低い弁護士の増加

国税庁は確定申告に基づき、業種別の「所得階級別人員」を毎年公表しているが、弁護士のうち年間所得が「70万円以下」「赤字」として申告する者が年々増加しており、平成24（2012）年には弁護士として確定申告をした者35,902人のうち、「損失のある者」が7,786人、「年間所得70万円以下」が5,508人存在するなど、年間所得の著しく低い弁護士の急増が指摘されている。

## 関連する影響

### 法曹志望者の大幅な減少、法曹の質の低下の懸念
法科大学院の入学者数減少は前述のとおりであり、入学者数の減少は法曹志望者の減少を意味する。

旧司法試験時代には、最も多い平成15年で50,166人が出願しており、昭和45年以降は少ない年でも2万人以上が司法試験に出願していた。これに対し、例えば平成25年の司法試験出願者数は10,315人、司法試験予備試験の出願者数11,255人を合わせても合計21,570人にとどまっており、旧司法試験時代に比べると法曹志望者数自体が大きく減少していることが分かる。

法科大学院制度の理念は「質量ともに豊かな法曹」を養成するというものであったが、司法試験の合格者数は旧司法試験時代より大幅に増加されているにもかかわらず、法曹志望者数は逆に減少しており、その法曹志望者も法科大学院ルートではなく予備試験ルートに流れている。このため、「質量ともに豊かな法曹」を実現するという観点から法科大学院制度の正当性を説明することは、もはや困難になりつつある。

一方、司法試験の合格者数を増加させたことに伴い、法曹者となる者の質の低下が各方面から指摘されている。以下に主な指摘を挙げる。

（1）平成25年3月22日衆議院法務委員会における最高裁事務総局人事局長答弁

椎名毅委員（みんなの党）が、司法改革以前と比較して司法試験の合格者数が倍増しているにもかかわらず、判事補への採用人数は年間100人前後でほとんど変わっていない点について、「司法制度改革を行って、新司法試験に受かった人たちの成績が余り期待できていないという意味なんでしょうか」と質問したところ、安浪亮介最高裁判所事務総局人事局長は「私どもとしては裁判官になってほしいと思う者であっても、弁護士事務所の方に行くという者もおりますし、その一方で、やはり裁判官として仕事をしていく上では、裁判官にふさわしい資質能力を備えた者でなければならないということもありますもので、修習生の数がふえたからといって、直ちに判事補として採用する者が増加するという関係にはないというふうに見ております」と答弁している。

つまり、最高裁は司法試験合格者数が約2,000人に増加したにもかかわらず、判事補に適する資質を有する司法修習生が任官しないため判事補の定員を満たさないと自認しているのであり、これは最高裁自らが司法修習生の質の低下を認めたも同然であると解釈されている。

(2)　二回試験不合格者数の急増

司法試験合格者数の増加に伴い，司法修習生の考試（いわゆる二回試験）の不合格者数が急増している。

旧司法試験時代，二回試験に不合格または合格留保追試対象）となる司法修習生はごくわずかであったが，司法試験の合格者数増大とともにその数は増加し，旧司法試験時代最後の修習期である59期（平成17年の司法試験に相当）では，二回試験の不合格者が10人，合格留保者（追試対象者）が97人もの多数にのぼった。最高裁は，翌60期から二回試験の追試を廃止し，二回試験で所定の成績に達しない者は直ちに不合格とする取り扱いとした。

60期以降における，二回試験の不合格者数は以下のとおりである。

　　旧60期　　 71人（うち新規受験者60人）

　　新60期　　 76人（うち新規受験者59人）

　　旧61期　　 33人（うち新規受験者20人）

　　新61期　　113人（うち新規受験者101人）

　　旧62期　　 23人（うち新規受験者9人）

　　新62期　　 75人（うち新規受験者70人）

　　旧63期　　 28人（うち新規受験者12人）

　　新63期　　 90人（うち新規受験者85人）

　　旧64期　　 24人（うち新規受験者10人）

　　新64期　　 56人（うち新規受験者56人）

　　　65期　　 46人（うち旧試験組の新規受験者5人、新試験組の新規受験者38人）

　　　66期　　 43人（うち新規受験者39人）

最高裁事務総局は、不合格者数が激増した新60期の二回試験について、『新60期司法修習生考試における不可答案の概要』を公表しており、60期の不可答案は、例えば次のような問題点が一点にとどまらず複数積み重なっているなど、他の記載部分を併せて答案全体をみても、実務法曹として求められる最低限の能力を修得しているとの評価を到底することができなかったと説明している。

○　刑法の重要概念である「建造物」や「焼損」の理解が足りずに，放火の媒介物である布（カーテン）に点火してこれを燃焼させた事実を認定したのみで、現住建造物等放火罪の客体である「建造物」が焼損したかどうかを全く検討しないで「建造物の焼損」の事実を認定したもの

○　債務の消滅原因である民法505条の相殺の効果を誤解して、相殺の抗弁によっては反対債権との引換給付の効果が生じるにとどまる旨を説明したもの

○　放火犯人が被告人であるかが争点の事案で、「被告人は犯行を行うことが可能であった」といった程度の評価しかしていないのに、他の証拠を検討することなく、短絡的に被告人が放火犯人であると結論付けるなど、「疑わしきは被告人の利益に」の基本原則が理解できていないと言わざるを得ないもの

○　2年間有償で飼い猫を預かる契約の内容には「猫を生存させたまま返還するまでの債務は含まれない。」との独自の考えに基づき、「猫を死亡させても返還債務の履行不能にはならない。」と論じたもの

一方、62期以降は不合格者数が減少傾向にあるものの、これは成績下位者を救済しやすくするために小問形式が採用されるなど、試験問題自体が変更されたことに起因するものであり、司法修習生の質が向上したわけではないと理解されている。

上記の問題について、白浜徹朗弁護士は「実務修習での成績評価をしていると、従前は、優良可の判定のうち、「可」の判定をしなければならない修習生はほとんどいなかったのだが、最近は、「可」の判定もやむなしとなる修習生がかなりの数となっているから、修習生の水準が低下していることは間違いないので、そのような中、不合格者が減っているということは、我々弁護修習実務に関わる弁護士の指導や二回試験対策がよかったからというようなことでは説明できないのである」と述べている。